# آلبک
آلبک (به لاتین: Aalbeke) یک سکونتگاه مسکونی در بلژیک با جمعیت ۲٬۹۵۳ نفر است که در کورتریک واقع شده‌است.